# Grażyna Zielińska
Grażyna Zielińska (sinh ngày 23 tháng 12 năm 1952 tại Wrocław) là một diễn viên người Ba Lan. Bà diễn xuất trên sân khấu tại nhiều nhà hát ở: Warsaw, Wałbrzych, Kielce, và Płock. Ngoài sự nghiệp diễn xuất trên sân khấu, Grażyna Zielińska còn là gương mặt quen thuộc trong hơn 50 phim điện ảnh và phim truyền hình kể từ năm 1986.

## Thành tích nghệ thuật
Dưới đây liệt kê các bộ phim điện ảnh và phim truyền hình có sự góp mặt của Grażyna Zielińska:
- 1986: Wcześnie urodzony
- 1995: Ekstradycja (tập 6)
- 2000: Sieć
- 2000: 13 posterunek 2 (tập 1)
- 2000-2001: Miasteczko - Krystyna Pęczek
- 2001: Pieniądze to nie wszystko
- 2001-2018: Na dobre i na złe - Maria Zbieć
- 2001-2002: Buła i spóła (tập 3, 16, 33)
- 2002: Zemsta
- 2002: Szpital na perypetiach (tập 14)
- 2002: Psie serce - Agata
- 2002-2006: Samo życie - Euzebia
- 2003: Show - Mẹ của Beatki
- 2003: Pornografia
- 2003: Pogoda na jutro
- 2003: Magiczne drzewo (tập 2)
- 2003: Ludzie wśród ludzi
- 2003: Bao-Bab, czyli zielono mi (tập 8)
- 2004: Sąsiedzi - Sochacka (tập 38)
- 2004: Nigdy w życiu!
- 2004: Kryminalni (tập 4)
- 2004: Dziupla Cezara (tập 8)
- 2004: Camera Café - Róża
- 2004: Całkiem nowe lata miodowe (tập 13)
- 2005: Defekt
- 2005: Barbórka - Mẹ của Basi
- 2005: Plebania (tập 503)
- 2005: Lawstorant - Bawołowa
- 2005: Codzienna 2 m. 3 - Malina Nowakowska (tập 12)
- 2005: Boża podszewka II (tập 1)
- 2005-2006: Warto kochać
- 2006, 2008-2009, 2011-2016: Ranczo
- 2006: Kryminalni - Piechowa (tập 58)
- 2006: Dublerzy
- 2007: Ranczo Wilkowyje
- 2007: Ekipa (tập 4)
- 2007: Daleko od noszy - Michalina (tập 107)
- 2008: Wichry Kołymy
- 2008: Teraz albo nigdy! (tập 16)
- 2008: Ojciec Mateusz - Ciechanowa (tập 10)
- 2008: Hotel pod żyrafą i nosorożcem (tập 1 và 12)
- 2008: Cztery noce z Anną
- 2009-2017: Świat według Kiepskich
- 2009: Rajskie klimaty
- 2009: Czas honoru - Konieczko (tập 19 và 24)
- 2010: Milion dolarów - Karasiowa,
- 2011: Układ warszawski - Grażyna (tập 10)
- Từ 2011: Pierwsza miłość - Celina Płaczkowska
- 2012: Galeria (tập 20)
- 2012: Szpiedzy w Warszawie - Władzia (tập 1 và 2)
- 2012: Ojciec Mateusz (tập 98)
- 2013: W ukryciu
- 2013: Śliwowica - Celina Płaczkowska
- 2013: Komisarz Alex - Aniela Kozłowska (tập 47)
- 2016: Belfer (tập 9)
- 2018: Pułapka (tập 4)
- 2018: Ojciec Mateusz (tập 245)
- 2018: Eter jako kucharka
- 2018: Dziewczyny ze Lwowa (tập 30)
- 2019: Gabinet numer 5 (tập 7)
- 2019: Futro z misia
- 2020: Na Wspólnej - Bronia Jastrząb
- 2020: Na Dobre I na Złe - Maria Zbiec